# Bindernheim
Bindernheim je občina v departmaju Bas-Rhin francoske regije Alzacija.
Leta 2008 je v občini živelo 874 oseb oz. 132 oseb/km².